# John W. Pratt
John Winsor Pratt (* 11. September 1931) ist ein US-amerikanischer Statistiker und emeritierter Professor für Betriebswirtschaftslehre der Harvard-Universität. Er hat wichtige Beiträge zur Risikotheorie und insbesondere zur Nutzentheorie geleistet.
1988 wurde er in die American Academy of Arts and Sciences gewählt.

## Veröffentlichungen
- Risk aversion in the small and in the large. In: Econometrica, Vol. 32 (1964), No. 1–2, S. 122–136, ISSN 0012-9682